# Nisída Daskaleió (ö i Grekland)
Nisída Daskaleió är en ö i Grekland.   Den ligger i prefekturen Nomós Lasithíou och regionen Kreta, i den sydöstra delen av landet, 400 km sydost om huvudstaden Aten.